# Rainaut de Pons
Rainaut de Pons (primer quart del s. XIII) fou un trobador occità. Se'n conserva només una composició.

## Vida i obra
La breu vida que comparteix aquest trobador amb Jaufré de Pons ens informa que era el gentil castellà del castell de Pons, a Saintonge, a la marca del Peitieu; i que sabia trobar i havia fet tençons amb un cavaller del seu castell, Jaufré de Pons. Efectivament, es conserva un partimen amb un plantejament sobre una qüestió amorosa entre els dos.

### Partimen
- (261,1 = 414,1)[2] Seigner Jaufre, respondetz mi si·us platz (partimen amb Jaufré de Pons)

### Repertoris
- Guido Favati (editor), Le biografie trovadoriche, testi provenzali dei secc. XIII e XIV, Bologna, Palmaverde, 1961, pàg. 332
- Martí de Riquer, Vidas y retratos de trovadores. Textos y miniaturas del siglo XIII, Barcelona, Círculo de Lectores, 1995 p. 109-110 [Reproducció de la vida, amb traducció a l'espanyol, i miniatura del cançoner I]
- Jean Boutière / Alexander H. Schutz (editors), Biographies des troubadours : textes provençaux des XIIIe et XIVe siècle, París, Nizet, 1950, 1964, p.308
- Alfred Pillet / Henry Carstens, Bibliographie der Troubadours von Dr. Alfred Pillet […] ergänzt, weitergeführt und herausgegeben von Dr. Henry Carstens. Halle : Niemeyer, 1933 [Rainaut de Pons és el número PC 414]